# Aleksandar Witek
Aleksandar Witek (Wittek) (Sisak, 12. listopada 1852. – Graz, 11. svibnja 1894.), prvi hrvatski šahovski majstor (oko 1880.-te; pojam "velemajstor" u to doba još nije postojao). 
Iz Siska je odselio 1870. Živio je u Grazu, Beču (gdje diplomira arhitekturu 1875) i Sarajevu. Godine 1877. izabran za potpredsjednika šahovskog kluba u Grazu. Zabilježeno je da je 1881. odigrao simutanku na slijepo na deset ploča.
Godine 1881. u Oesterreichische Lesenhalle demantira da je rođen u Grazu ističući da je Sisak njegov rodni grad, a Hrvatska domovina.
Između 1881. i 1883. nastupio je na nekoliko vrlo jakih turnira u Grazu, Beču i Berlinu i postigao dobre rezultate. 
U karijeri je pobijedio mnoge vodeće majstore, među kojima se ističu pobjeda protiv Wilhelma Steinitza 1890. koji je 1886. postao prvi svjetski prvak te pobjeda protiv Čigorina, koji je kasnije igrao dva meča za prvenstvo svijeta sa Steinitzom. 
Najjači je bio turnir u Beču 1882., gdje su nastupili svi najjači igrači svijeta. Turnir je bio vrlo naporan, jer je 18 sudionika igralo u dva kruga. Witek je osvojio 9. mjesto.
Tada se bavio mišlju da postane šahovski profesionalac, ali se odlučio za sigurniju državnu službu.